# Sode (Haute-Garonne)
Sode ist eine französische Gemeinde mit 20 Einwohnern (Stand 1. Januar 2022) im Département Haute-Garonne in der Region Okzitanien (zuvor Midi-Pyrénées). Sie gehört zum Kanton Bagnères-de-Luchon und zum Arrondissement Saint-Gaudens. 
Sode grenzt im Norden an Artigue, im Osten an Spanien, im Süden an Juzet-de-Luchon und im Westen an Salles-et-Pratviel.

## Weblinks

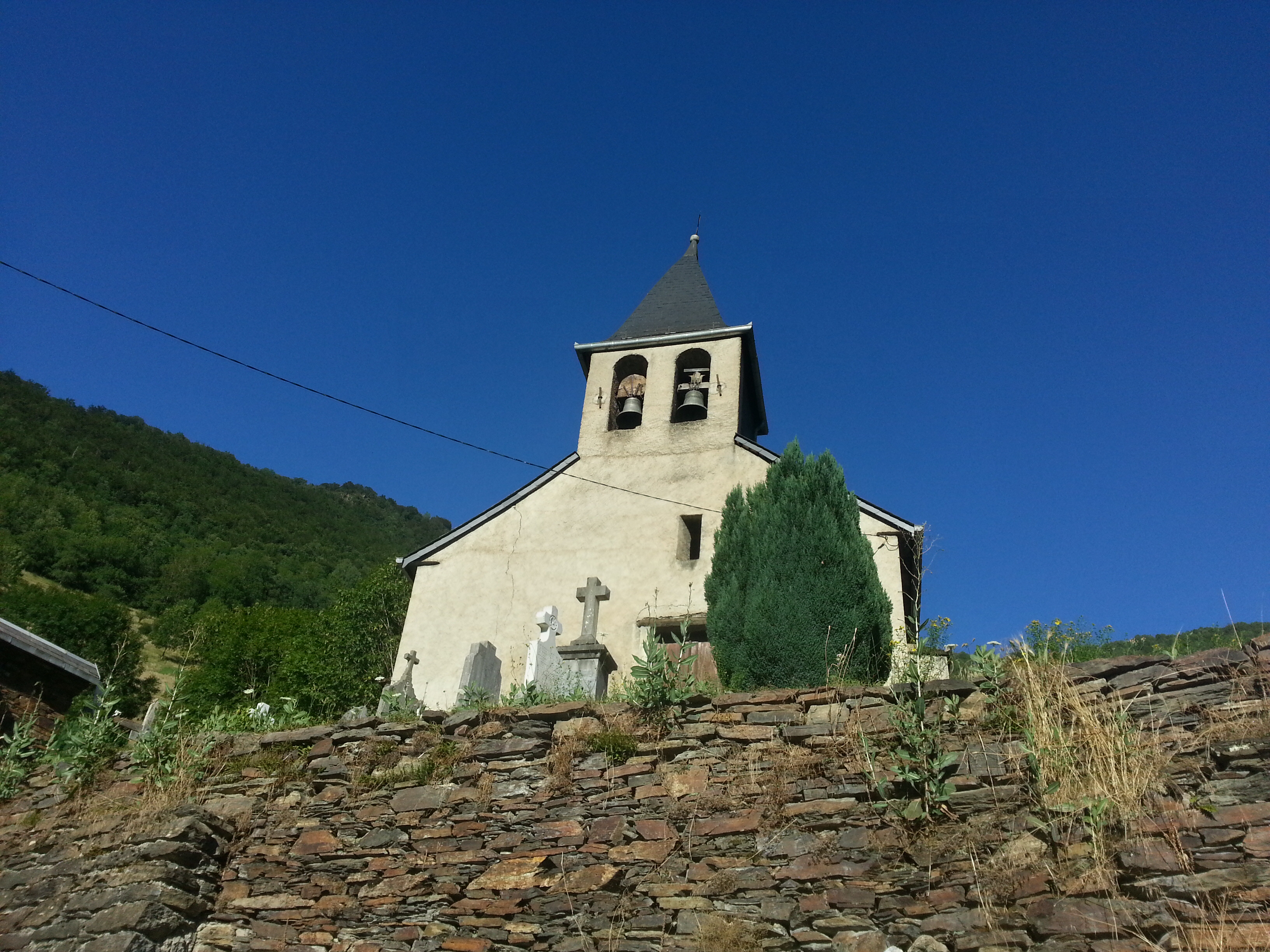
Kirche St-Christophe

## Bevölkerungsentwicklung
| Jahr                      | 1962 | 1968 | 1975 | 1982 | 1990 | 1999 | 2008 | 2015 | 2019 |
| ------------------------- | ---- | ---- | ---- | ---- | ---- | ---- | ---- | ---- | ---- |
| Einwohner                 | 27   | 25   | 32   | 28   | 18   | 19   | 24   | 17   | 19   |
| Quelle: Cassini und INSEE |      |      |      |      |      |      |      |      |      |

## Sehenswürdigkeiten
- Kirche Saint-Christophe